# عرافة بلوكتشين
عرافات الـ بلوكتشين  هي خدمة تابعة لجهة خارجية تربط العقود الذكية بالعالم الخارجي، غالبًا عبر تلقيم العقود الذكية معلومات من العالم، ولكن أيضًا العكس. يتم استيراد المعلومات من العالم الخارجي من مصادر متعددة، بحيث يتم التأكد من لامركزية المعرفة.  توفر العرافات طريقة للأنظمة اللامركزية في الويب الثالث للوصول إلى مصادر البيانات الحالية والأنظمة القديمة وعمليات الحوسبة المتقدمة. تتيح شبكات العرافات اللامركزية (DONs / Decentralized oracle networks) إنشاء عقود ذكية هجينة، حيث يتم الجمع بين الكود داخل البلوكتشين والبنية التحتية خارج البلوكتشين لدعم التطبيقات اللامركزية المتقدمة (dApps) التي تتفاعل مع أحداث العالم الحقيقي ومع الأنظمة التقليدية. 

## أمثلة
تستخدم العديد من تطبيقات إيثريوم عرافات. على سبيل المثال، قد يستخدم سوق التنبؤات Augur البيانات الانتخابية لتحديد نتائج الرهانات على الانتخابات. توفر مشاريع مثل Chainlink وPyth خدمات شبكة عرافات للامركزية للعديد من شبكات البلوكتشين.  
تتضمن أمثلة البيانات التي يتم إرسالها عن طريق العرافات إلى العقود الذكية: معلومات الأسعار، الإكمال الناجح للدفع، درجة الحرارة التي يتم قياسها بواسطة جهاز استشعار نتائج الانتخابات وما إلى ذلك. يمكن توفير البيانات عن طريق برامج أخرى (قواعد بيانات أو خوادم أو بشكل أساسي أي مصدر بيانات عبر الإنترنت) أو عن طريق الأجهزة (أجهزة الاستشعار، ماسحات الباركود، إلخ.). يمكن النظر إلى جهاز العرافة على أنه ينقل أحداث العالم الحقيقي إلى قيم رقمية يمكن فهمها من خلال العقود الذكية. كلا النوعين عبارة عن عرافات واردة. في المقابل، تقوم العرافات الصادرة بإرسال معلومات من العقود الذكية إلى العالم الخارجي. على سبيل المثال، يمكن أن يرسل العقد الذكي الذي يتلقى مدفوعات معلومات من خلال عرافة صادر إلى آلية تفتح قفلًا ذكيًا، وبالتالي متى ما استقبل العقد الذكي دفعة معينة من محفظة ما، يقوم بتزويد هذه المحفظة بميزات معينة، مثل الوصول إلى معلومات سرية.
العرافات البشرية هم أفراد يتمتعون بمعرفة متخصصة ويمكنهم التحقق من صحة المعلومات قبل نقلها إلى العقود الذكية،  والذين يثبتون هويتهم بتقنيات التشفير .

## مخاوف
إذا كانت العرافة تعتمد على مصدر واحد للحقيقة (مركزية) ، فقد يؤدي ذلك إلى مشاكل: يمكن اختراق مصدر البيانات في هجمة الوسيط، أو تغييره من قبل مالكه، من أجل التأثير على العقود الذكية. تزيد العرافات اللامركزية (أو عرافات الإجماع) من موثوقية المعلومات المقدمة للعقود الذكية من خلال استخدام مصادر بيانات متعددة، وبالتالي توزيع الثقة بين المشاركين. ومع ذلك ، فإن هذا لا يحقق شرط اللاثقوية، نظرًا لأن العرافات ليست جزءًا من إجماع البلوكتشين الرئيسي، وبالتالي فهي لا تستفيد من آليات أمان البلوكتشين العامة.